# Сехадете Мекулі
Сехадете Мекулі (алб. Sehadete Mekuli; 16 жовтня 1928, Охрид, Північна Македонія — 12 листопада 2013, Приштина, Албанія), також відома як Садете Мекулі (алб. Sadete Mekuli), — албанський гінеколог, професор і громадська діячка. Здобула широку популярність, коли доглядала за пораненими студентами під час протестів 1981 року в Косові, в ході яких албанці вимагали більшої автономії у складі югославської федерації. За це вона була позбавлена югославською владою професорського звання в Медичній школі Приштинського університету і в 1988 році мусила достроково піти на пенсію. Мекулі є прототипом героїні Теути Шкрелі в романі Ісмаїла Кадаре 1985 року «Свати замерзли» (алб. Krushqit jane te ngrire).

## Біографія
Народилася 16 жовтня 1928 року в місті Охриді (нині Північна Македонія). В 1947 році вона закінчила середню школу у своєму рідному місті, а потім вивчала медицину в Університеті святих Кирила і Мефодія в Скоп'є, який закінчила 7 січня 1954 року. З 1 квітня того ж року Сехадете працювала в лікарні Приштини гінекологинею і акушеркою. У березні 1960 року в Белграді вона отримала спеціалізацію в галузі гінекології. З 1960 по 1962 рік Сехадете очолювала відділення гінекології та акушерства в Приштинській лікарні. В 1963 році з політичних причин вона звільнилася з лікарні і стала керівником диспансеру (громадського диспансеру) в Домі здоров'я Приштини. У січні 1968 року Сехадете повернулася на свою колишню посаду в Приштинській лікарні. Вона також працювала над серією лекцій для шкіл і гуртожитків, покликаних поліпшити знання дівчаток в галузі санітарії.
Після відкриття Приштинського університету Мекулі була обрана його головою медичної школи, що з'явилася в 1970 році. У 1973 році вона здобула докторський ступінь у Белградському університеті, а в 1976 році стала доцентом Приштинського університету. Мекулі брала участь у створенні Асоціації косовських лікарів і керувала виданням медичного журналу «Praxis medica». З 1972 року вона була директором гінекологічної клініки на медичному факультеті Приштинського університету. В медичних журналах були опубліковані 31 стаття Мекулі.

### Протести 1981 року в Косові
У 1981 році Мекулі доглядала за албанськими студентами, пораненими поліцією в ході протестів 1981 року в Косові, коли албанці вимагали більшої автономії в складі Югославії. Її звинуватили в тому, що вона «проявляє занадто багато старанності» при лікуванні поранених і підтримує вимоги студентів. Через це Університет Приштини відмовився підвищити її посаду до професора, і вона мусила достроково піти на пенсію у жовтні 1988 року. Після ліквідації автономії Косово в 1989 році всі медичні працівники клініки були звільнені. У 1996 році Мекулі відкрила гінекологічну й акушерську клініку спільно з благодійною організацією Матері Терези, яка привернула багато гінекологів з усього Косова.
Її діяльність і образ надихнув албанського письменника Ісмаїла Кадаре на створення персонажа Теути Шкрелі в романі «Свати замерзли» (алб. Krushqit jane te ngrire).

## Особисте життя
Була одружена з албанським поетом Есадом Мекулі (1916—1993), у них було двоє дітей. Померла в Приштині 12 листопада 2013 року.